# KVK Radnički Kragujevac
El KVK Radnički (Kragujevački vaterpolo klub Radnički - Крагујевачки ватерполо клуб Раднички) és un club de waterpolo de la ciutat de Kragujevac, a Sèrbia.
Es va fundar el 25 d'abril de 2012 amb el nom de VK Radnički. Va portar aquest nom fins al final de la temporada 2015/16. El seu major èxit fou el triomf la Copa LEN la temporada 2012/13 i un any després van perdre la final de la Lliga de Campions contra el CN Atlètic Barceloneta.

## Palmarès
- Lliga de Campions
  - Finalistes (1): 2013/14
- Copa LEN
  - Campions (1): 2012/13
- Supercopa d'Europa
  - Finalistes (1): 2013
- Copa sèrbia
  - Campions (2): 2014-15, 2019-20